# Living Things (album Linkin Park)

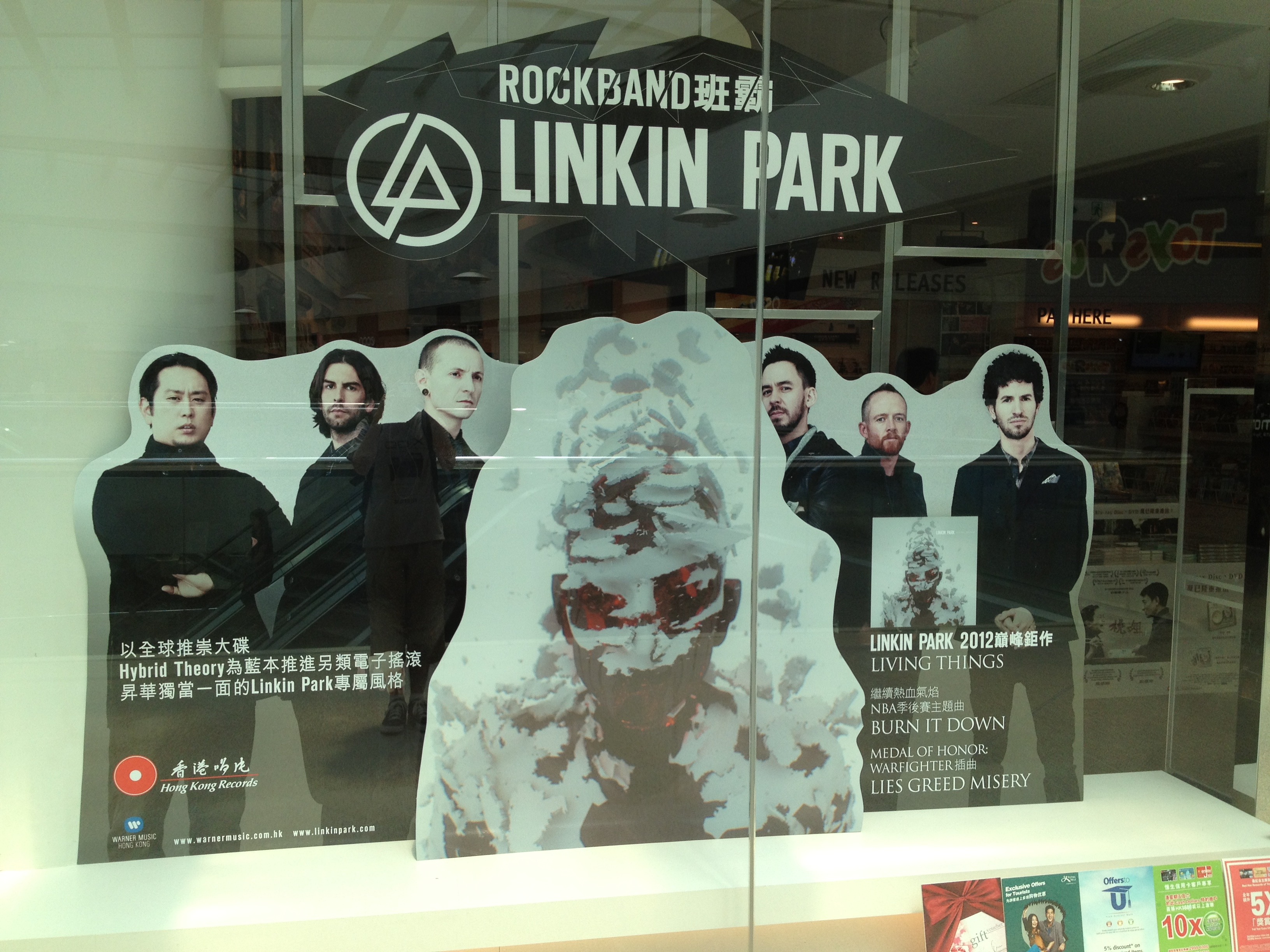
Plakat promocyjny albumu w Hongkongu

Living Things – piąty album studyjny amerykańskiego zespołu rockowego Linkin Park, którego premiera odbyła się 20 czerwca 2012.
Chester Bennington, wokalista zespołu, zapowiedział, że płyta będzie połączeniem muzyki, którą zespół grał na początku działalności, i muzyki z ostatniej płyty, jednak piosenki w brzmieniu będą bardziej rockowe. Album promuje piosenka „Burn It Down”, która ukazała się 16 kwietnia. 24 maja został wydany nowy utwór zespołu „Lies Greed Misery”. Premiera odbyła się na antenie radia BBC 1 o godzinie 20:30. Tego dnia również wydano teledysk do utworu „Burn It Down”.
Piosenka „Lies Greed Misery” pierwszy raz na żywo została zaśpiewana na koncercie Rock In Rio – Lisbona 2012. W wersji rozszerzonej albumu znajdują się dodatkowe utwory In the End, What I’ve Done, New Divide w wersji Live. 9 czerwca 2012, w celu promowania albumu, zespół Linkin Park wystąpił w Warszawie na Orange Warsaw Festival.
Album w Polsce uzyskał certyfikat złotej płyty.

## Lista utworów
Opracowano na podstawie materiału źródłowego.
1. Lost in the Echo – 03:25
2. In My Remains – 03:20
3. Burn It Down – 03:50
4. Lies Greed Misery – 02:26
5. I'll Be Gone – 03:31
6. Castle of Glass – 03:25
7. Victimized – 01:46
8. Roads Untraveled – 03:49
9. Skin To Bone – 02:48
10. Until It Breaks – 03:43
11. Tinfoil – 01:11
12. Powerless – 03:44

## Twórcy
- Chester Bennington - wokale (oprócz utworu 11)
- Mike Shinoda - wokale główne (utwory: 6-9), rap (utwory: 1, 3, 4, 7, 10); gitara (utwory: 1, 2, 4-8, 12); aranżacja instrumentów smyczkowych (utwór: 6); pianino (utwory: 2, 6-8, 11 i 12); keyboard (utwory: 1-10 i 12); wokale wspierające (utwory: 2, 5, 12)
- Brad Delson - gitara prowadząca (oprócz utworu 12); chórki (utwory: 2, 6, 8); syntezator (utwór: 3); sampler (utwory: 4, 7); wokale dodatkowe (utwór: 10); gitara akustyczna (utwór: 6)
- Dave Farrell - gitara basowa (oprócz utworu 11); chórki (utwory: 1-3, 6, 8), sampler (utwory: 1, 4 i 7)
- Rob Bourdon - perkusja, instrumenty perkusyjne
- Joe Hahn - turntablizm, samplery

## Edycje

### Japońska edycja bonusowa
1. What I’ve Done
2. In the End
3. New Divide

### Australijska edycja bonusowa
1. In the End" (Live) – 3:41
2. New Divide" (Live) – 4:30
3. What I’ve Done" (Live) – 4:06
4. Lost in the Echo" (KillSonik Remix) –	5:11
5. Burn It Down" (Live Rock im Park 2012) – 4:02
6. Lies Greed Misery" (Live Rock im Park 2012)

### Album z remiksami
1. Burn It Down" (RAC Remix) – 3:38
2. Burn It Down" (Paul van Dyk Remix) – 8:00
3. Burn It Down" (Swoon Remix) –	4:51
4. Until It Breaks" (Datsik Remix) – 6:04
5. Roads Untraveled" (Rad Omen Remix feat. Bun B) – 5:32
6. Burn It Down" (Bobina Remix) – 5:22
7. Until It Breaks" (Money Mark Remix) –	4:36
8. Powerless" (Enferno Remix) – 6:20

### Living Things + bonus DVD (Live from Berlin)
Wydawnictwo ukazało się 22 marca 2013 r.
1. Tinfoil
2. Faint
3. Papercut
4. With You
5. Runaway (zagrane, lecz nie potwierdzone na DVD)
6. Given Up
7. Blackout
8. Somewhere I Belong
9. New Divide
10. Lies Greed Misery
11. Points of Authority (zagrane, lecz nie potwierdzone na DVD)
12. Waiting for the End + Until It Breaks
13. Breaking the Habit
14. Leave Out All The Rest / Shadow Of The Day / Iridescent (Ballad Medley)
15. The Catalyst (zagrane, lecz nie potwierdzone na DVD)
16. What I’ve Done
17. Crawling (zagrane, lecz nie potwierdzone na DVD)
18. One Step Closer
19. Burn It Down
20. In the End
21. Numb
22. Bleed It Out / Sabotage (Beastie Boys cover)

## Setlista Orange Warsaw Festival
Lista utworów zaprezentowanych przez zespół 9 czerwca 2012 roku podczas występu w ramach Orange Warsaw Festival w Pepsi Arena w Warszawie.
1. A Place For My Head
2. Given Up
3. Faint
4. With You
5. Runaway
6. From The Inside
7. Somewhere I Belong
8. Numb
9. Lies Greed Misery
10. Points Of Authority
11. Waiting For The End (Apaches Intro w/ 'Until It Breaks' rap; Ext. Outro)
12. Breaking The Habit
13. LOATR/SOTD/Iridescent (Ballad Medley)
14. The Catalyst
15. Burn It Down
16. What I’ve Done
17. Crawling
18. New Divide (niezagrany)
19. In the End
20. Bleed It Out >(Ext. Intro; Ext. Bridge w/ Beastie Boys 'Sabotage'; Ext. Outro)
21. Papercut
22. One Step Closer

## Listy przebojów
| Kraj/Region | Pozycja | Status | Sprzedaż |
| ----------- | ------- | ------ | -------- |
| Węgry       | 1       |        |          |